# Trasaghis
Trasaghis là một đô thị ở tỉnh Udine trong vùng Friuli-Venezia Giulia thuộc Ý, có cự ly khoảng 90 km về phía tây bắc của Trieste và khoảng 25 km về phía tây bắc của Udine. Tại thời điểm ngày 31 tháng 12 năm 2004, đô thị này có dân số 2.477 người và diện tích là 77,8 km².
Trasaghis giáp các đô thị: Bordano, Cavazzo Carnico, Forgaria nel Friuli, Gemona del Friuli, Osoppo, Vito d'Asio.